# جاده رانی‌مد
جاده رانی‌مد (انگلیسی: Runnymede Road) خیابانی در انتهای غربی تورنتو، کانادا است. از خیابان مورنینگ ساید در انتهای جنوبی آن (غرب های پارک) و به خیابان هنریتا، شمال خیابان سنت کلر ختم می‌شود.
جان اسکارلت، صاحب کارخانه و کارخانه تقطیر در امتداد رود هامبر (انتاریو)، در سال ۱۸۱۷، جاده رانی‌مد را ساخت. همچنین یک ایستگاه مترو در خط ۲ بلور–دانفورث در کنار این خیابان وجود دارد.